# Ewan McGregor
Ewan Gordon McGregor [ˈjuːən ˈgɔrdn məˌgrɛgər] (Perth, 1971. március 31. –) Golden Globe- és Emmy-díjas skót színész, filmrendező.

## Fiatalkora és családja
James McGregor és Carol Lawson [ˌkɛr(ə)l ˌlɔsən] gyermekeként született Skóciában. A Crieffi Morrisons's Academy után beiratkozott a Kirkaldy Főiskola drámatagozatára, később csatlakozott a Perth Repertory Theatre társulathoz. Majd felvételt nyert Londonban a Guildhall School of Music and Drama [ˈgɪldˌhɔl] iskolába, a kollégiumban Jude Law szobatársa volt.

## Pályafutása
Első tévészerepét 1993-ban kapta a Lipstick on Your Collar sorozatban, melyben egy Elvis-rajongót alakított. Első feltűnése a filmvásznon 1994-ben Robin Williams mellett az Ember a talpán című filmben volt. Ebben az évben ismerte meg Danny Boyle rendezőt, Andrew MacDonald producert és John Hodge forgatókönyvírót. Elkészítette velük a Sekély sírhant című filmet, mely nagy sikert jelentett számára. Ezután Peter Greenaway Párnakönyv című filmjében vállalt erotikus tartalmú szerepet.
1996-ban ismét együtt dolgozott a trióval: Irvin Weshl Trainspotting című regényét adaptálták vászonra. Az azonos című filmben egy kábítószerfüggő fiút alakít – a szerep miatt 15 kilót fogyott. A Trainspotting kultuszfilmmé vált az egész világon.
A Fújhatjuk! (1996), Az élet sója (1997) és még néhány jelentősebb és jelentéktelenebb filmszerep után megkapta George Lucas Csillagok háborúja filmsorozatában Obi-Wan Kenobi szerepét. McGregornak ezzel gyermekkori álma vált valóra. Rengeteget készült a szerepére, együtt edzett Liam Neesonnal, és tanulmányozta Alec Guinness filmjeit (ő játszotta az idős Obi-Want a Star Warsban), hogy játéka emlékeztessen az övére.
Danny Boyle A part című 2000-es filmjére McGregort akarta, de a stúdióvezetés Leonardo DiCaprio mellett döntött. A pletykák szerint azóta McGregor és Boyle nem áll szóba egymással.
Pár évvel később filmgyártó vállalatot alapított Natural Nylon néven Jonny Lee Miller és Jude Law társaságában. Első filmjük a Nora és Joyce volt.
Később ismét egy amerikai szuperprodukcióban vállalt szerepet, a Moulin Rouge! című filmben, ami Golden Globe-jelölést hozott a színész számára. Majd szerepet kapott Ridley Scott A Sólyom végveszélyben című filmjében. A következő években alkoholproblémákkal küzdött, de sikeresen túljutott rajta. 2002-ben elvállalta a Young Adam főszerepét, melyben az egyik jelenetben szemből meztelenül látható. A film hatalmas sikert aratott, de az amerikai cenzúra kivágatta ezt a jelenetet a filmből. McGregor nagyon felháborodott ezen, amit szóvá is tett a film londoni bemutatóján. A teljes meztelenség megmutatása nem  idegen a számára. Már vetkőzött a Trainspotting, Velvet Goldmine és a Párnakönyv című filmekben is.
Állandó magyar hangja Anger Zsolt.

## Magánélete
1995-ben feleségül vette Eva Mavrakis francia látványtervezőt, akit egy tévéfilm forgatása közben ismert meg. Két lányuk született, és kettőt örökbe fogadtak. A pár 2020-ban elvált.
McGregor 2022-ben elvette a nála 14 évvel fiatalabb Mary Elizabeth Winstead amerikai színésznőt, akivel egy korábbi forgatás során ismerkedett meg. Mindkét színész házasságban volt akkor, és miután kapcsolatukra fény derült, előbb elváltak, majd pár évvel később, 2022-ben össze is házasodtak. 2021-ben megszületett első közös gyermekük, egy kisfiú, akit Laurie-nak kereszteltek.

## Filmográfia

### Film
| Év   | Magyar cím                               | Eredeti cím                                | Szerep                         | Magyar hang      | Rendező               |
| ---- | ---------------------------------------- | ------------------------------------------ | ------------------------------ | ---------------- | --------------------- |
| 1994 | Ember a talpán                           | Being Human                                | Alvarez                        |                  | Bill Forsyth          |
| 1994 | Sekély sírhant                           | Shallow Grave                              | Alex Law                       | Dózsa Zoltán     | Danny Boyle           |
| 1995 | A hullámok rabjai                        | Blue Juice                                 | Dean Raymond                   | Zsótér Sándor    | Carl Prechezer        |
| 1996 | Trainspotting                            | Trainspotting                              | Mark Renton                    | Bartucz Attila   | Danny Boyle (2)       |
| 1996 | Párnakönyv                               | The Pillow Book                            | Jerome                         | Zsótér Sándor    | Peter Greenaway       |
| 1996 | Emma                                     | Emma                                       | Frank Churchill                | Czvetkó Sándor   | Douglas McGrath       |
| 1996 | Fújhatjuk!                               | Brassed Off                                | Andy                           | Fekete Ernő      | Mark Herman           |
| 1997 | Nightwatch – Éjjeliőr a hullaházban      | Nightwatch                                 | Martin Bells                   | Széles Tamás     | Ole Bornedal          |
| 1997 | A kígyó csókja                           | The Serpent's Kiss                         | Meneer Chrome                  | Dévai Balázs     | Philippe Rousselot    |
| 1997 | Az élet sója                             | A Life Less Ordinary                       | Robert Lewis                   | Anger Zsolt      | Danny Boyle (3)       |
| 1998 |                                          | Desserts (rövidfilm)                       | Stroller                       |                  | Jeff Stark            |
| 1998 | Bálványrock – Velvet Goldmine            | Velvet Goldmine                            | Curt Wild                      |                  | Todd Haynes           |
| 1998 | Little Voice                             | Little Voice                               | Billy                          | Zsótér Sándor    | Mark Herman (2)       |
| 1999 | Star Wars I. rész – Baljós árnyak        | Star Wars Episode I: The Phantom Menace    | Obi-Wan Kenobi                 | Anger Zsolt      | George Lucas          |
| 1999 | Csődtömeg                                | Rogue Trader                               | Nick Leeson                    | Anger Zsolt      | James Dearden         |
| 1999 | A tanú szeme                             | Eye of the Beholder                        | Stephen Wilson / The Eye       | Anger Zsolt      | Stephan Elliott       |
| 1999 |                                          | Tube Tales                                 | rendező ("Bone" szegmens)      |                  | Ewan McGregor         |
| 2000 |                                          | Anno Donimi (rövidfilm)                    | Idegen                         |                  | Jeff Stark (2)        |
| 2000 | Nora és Joyce                            | Nora                                       | James Joyce                    | Kaszás Gergő     | Pat Murphy            |
| 2001 | Moulin Rouge!                            | Moulin Rouge!                              | Christian                      | Anger Zsolt      | Baz Luhrmann          |
| 2001 | A Sólyom végveszélyben                   | Black Hawk Down                            | John Grimes kommandós          | Anger Zsolt      | Ridley Scott          |
| 2002 | Star Wars II. rész – A klónok támadása   | Star Wars Episode II: Attack of the Clones | Obi-Wan Kenobi                 | Anger Zsolt      | George Lucas (2)      |
| 2002 |                                          | Solid Geometry (rövidfilm)                 | Phil                           |                  | Denis Lawson          |
| 2003 | Pokolba a szerelemmel!                   | Down with Love                             | Catcher Block                  | Anger Zsolt      | Peyton Reed           |
| 2003 | Young Adam                               | Young Adam                                 | Joe Taylor                     | Zsótér Sándor    | David Mackenzie       |
| 2003 |                                          | Faster (dokumentumfilm)                    | narrátor (hangja)              |                  | Mark Neale            |
| 2003 | Nagy Hal                                 | Big Fish                                   | Ed Bloom fiatalon              | Anger Zsolt      | Tim Burton            |
| 2005 | Robotok                                  | Robots                                     | Rodney Réztalp (hangja)        | Lippai László    | Chris Wedge           |
| 2005 | Star Wars III. rész – A Sith-ek bosszúja | Star Wars Episode III: Revenge of the Sith | Obi-Wan Kenobi                 | Anger Zsolt      | George Lucas (3)      |
| 2005 | Vad galamb                               | Valiant                                    | Valiant (hangja)               | Csőre Gábor      | Gary Chapman          |
| 2005 | A sziget                                 | The Island                                 | Lincoln Six Echo / Tom Lincoln | Anger Zsolt      | Michael Bay           |
| 2005 | Maradj!                                  | Stay                                       | Dr. Sam Foster                 | Anger Zsolt      | Marc Forster          |
| 2006 | 001 – Az első bevetés                    | Stormbreaker                               | Ian Rider                      | Seder Gábor      | Geoffrey Sax          |
| 2006 | Szex és szerelem                         | Scenes of a Sexual Nature                  | Billy                          | Fekete Zoltán    | Ed Blum               |
| 2006 | Miss Potter                              | Miss Potter                                | Norman Warne                   | Crespo Rodrigo   | Chris Noonan          |
| 2007 | Kasszandra álma                          | Cassandra's Dream                          | Ian Blaine                     | Anger Zsolt      | Woody Allen           |
| 2008 |                                          | I, Lucifer                                 | Declan Gunn                    |                  | Dan Harris            |
| 2008 | Gyújtóbomba                              | Incendiary                                 | Jasper Black                   | Anger Zsolt      | Sharon Maguire        |
| 2008 | Szex telefonhívásra                      | Deception                                  | Jonathan McQuarry              | Anger Zsolt      | Marcel Langenegger    |
| 2009 | Angyalok és démonok                      | Angels & Demons                            | Patrick McKenna Camerlengo     | Anger Zsolt      | Ron Howard            |
| 2009 | Szeretlek, Phillip Morris                | I love you Phillip Morris                  | Phillip Morris                 |                  | John Requa            |
| 2009 | Szeretlek, Phillip Morris                | I love you Phillip Morris                  | Phillip Morris                 | Glenn Ficarra    |                       |
| 2009 | Kecskebűvölők                            | The Men Who Stare at Goats                 | Bob Wilton                     | Anger Zsolt      | Grant Heslov          |
| 2009 | Amelia – Kalandok szárnyán               | Amelia                                     | Gene Vidal                     | Anger Zsolt      | Mira Nair             |
| 2010 | Szellemíró                               | The Ghost Writer                           | Szellemíró                     | Görög László     | Roman Polański        |
| 2010 | Nanny McPhee és a nagy bumm              | Nanny McPhee and the Big Bang              | Rory Green (cameo)             | Anger Zsolt      | Susanna White         |
| 2010 |                                          | Jackboots on Whitehall                     | Chris (hangja)                 |                  | McHenry testvérek     |
| 2010 | Kezdők                                   | Beginners                                  | Oliver                         | Anger Zsolt      | Mike Mills            |
| 2011 | Hétköznapi pár                           | Perfect Sense                              | Michael                        | Horváth Illés    | David Mackenzie (2)   |
| 2011 |                                          | Fastest (dokumentumfilm)                   | narrátor (hangja)              |                  | Mark Neale (2)        |
| 2011 | A bűn hálójában                          | Haywire                                    | Kenneth                        | Anger Zsolt      | Steven Soderbergh     |
| 2012 | Lazacfogás Jemenben                      | Salmon Fishing in the Yemen                | Dr. Alfred Jones               | Görög László     | Lasse Hallström       |
| 2012 | A lehetetlen                             | Lo imposible                               | Henry                          | Anger Zsolt      | Juan Antonio Bayona   |
| 2013 | Az óriásölő                              | Jack the Giant Slayer                      | Elmont                         | Anger Zsolt      | Bryan Singer          |
| 2013 | Augusztus Oklahomában                    | August: Osage County                       | Bill Fordham                   | Anger Zsolt      | John Wells            |
| 2014 | Hogyan rohanj a veszTEDbe                | A Million Ways to Die in the West          | Cowboy a vásárban (cameo)      | nem szólal meg   | Seth MacFarlane       |
| 2014 | Fenegyerek                               | Son of a Gun                               | Brendan Lynch                  | Anger Zsolt      | Julius Avery          |
| 2015 | Mortdecai                                | Mortdecai                                  | Martland felügyelő             | Anger Zsolt      | David Koepp           |
| 2015 | Utolsó napok a sivatagban                | Last Days in the Desert                    | Yeshua / Sátán                 |                  | Rodrigo García        |
| 2015 | Mindent Miles-ról                        | Miles Ahead                                | Dave Brill                     |                  | Don Cheadle           |
| 2015 | Star Wars VII. rész – Az ébredő Erő      | Star Wars Episode VII: The Force Awakens   | Obi-Wan Kenobi (cameo hangja)  |                  | J. J. Abrams          |
| 2016 | Jane a célkeresztben                     | Jane Got a Gun                             | John Bishop                    | Simon Kornél     | Gavin O’Connor        |
| 2016 | A mi emberünk                            | Our Kind of Traitor                        | Peregrine "Perry" Makepeace    | Dolmány Attila   | Susanna White (2)     |
| 2016 | Amerikai pasztorál                       | American Pastoral                          | Seymour "Svéd" Levov           | Anger Zsolt      | Ewan McGregor (2)     |
| 2017 | T2 Trainspotting                         | T2 Trainspotting                           | Mark Renton                    | Anger Zsolt      | Danny Boyle (4)       |
| 2017 | A szépség és a szörnyeteg                | Beauty and the Beast                       | Lumière (hangja)               | Magyar Bálint    | Bill Condon           |
| 2018 | Zoe                                      | Zoe                                        | Cole                           | Debreczeny Csaba | Drake Doremus         |
| 2018 | Barátom, Róbert Gida                     | Christopher Robin                          | Róbert Gida                    | Anger Zsolt      | Marc Forster (2)      |
| 2019 | Álom doktor                              | Doctor Sleep                               | Danny Torrance                 | Görög László     | Mike Flanagan         |
| 2019 | Star Wars IX. rész – Skywalker kora      | Star Wars IX. rész – Skywalker kora        | Obi-Wan Kenobi (cameo hangja)  | Anger Zsolt      | J. J. Abrams (2)      |
| 2020 | Ragadozó madarak                         | Birds of Prey                              | Roman Sionis / Fekete maszk    | Anger Zsolt      | Cathy Yan             |
| 2021 |                                          | The Birthday Cake                          | Kelly atya                     |                  | Jimmy Giannopoulos    |
| 2022 |                                          | Raymond & Ray                              | Raymond                        |                  | Rodrigo García        |
| 2022 | Pinokkió                                 | Pinocchio                                  | Tücsök T. Sebestyén            | Hevér Gábor      | Guillermo del Toro    |
| 2023 | Úton hozzád                              | Bleeding Love                              | Apa                            | Debreczeny Csaba | Emma Westenberg       |
| 2023 | Anyánk a kanapén                         | Mother, Couch                              | David                          | Anger Zsolt      | Niclas Larsson        |
| 2025 |                                          | Flowervale Street                          |                                |                  | David Robert Mitchell |

### Televízió

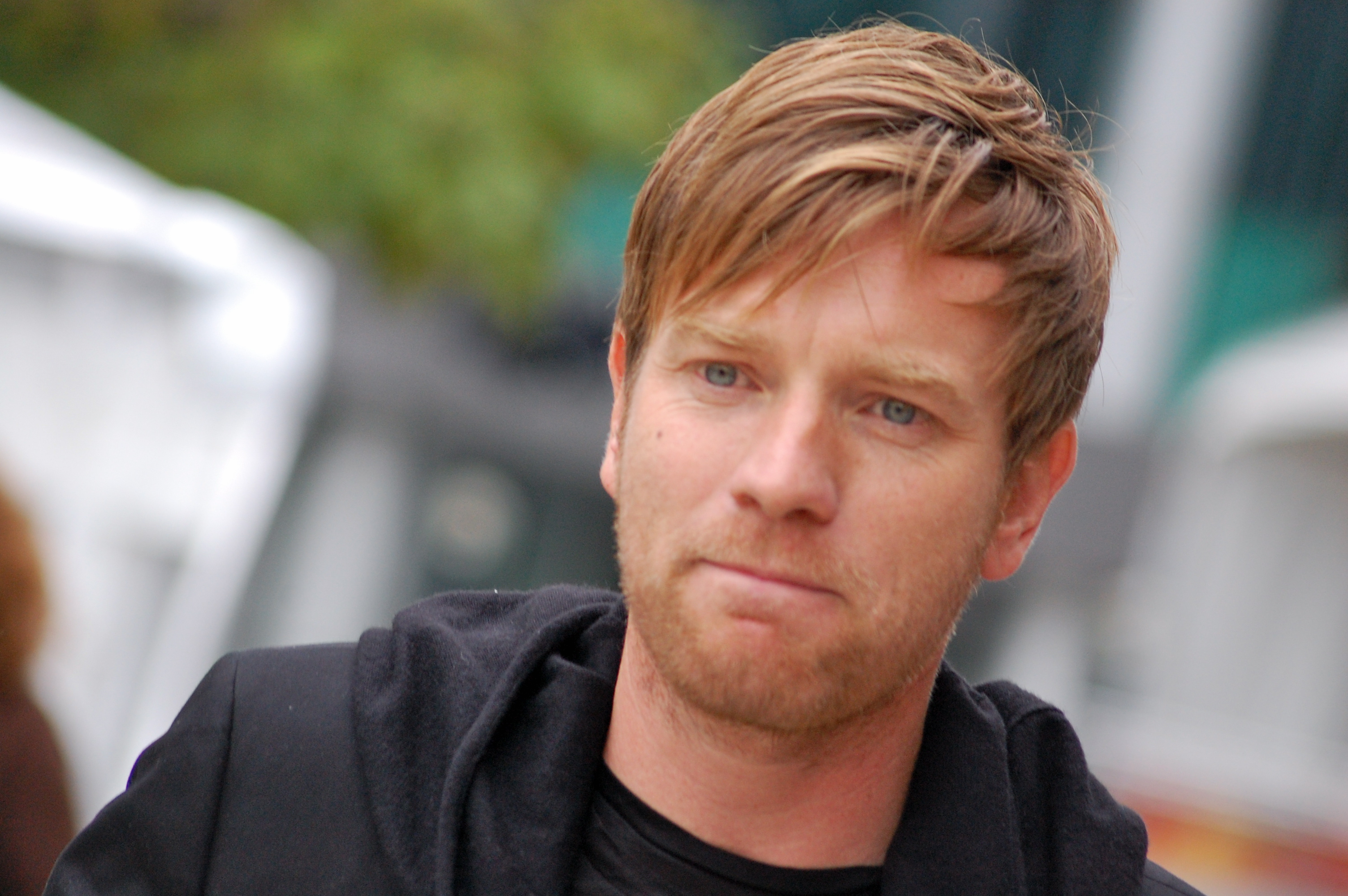
A Torontói Nemzetközi Filmfesztiválon 2009-ben

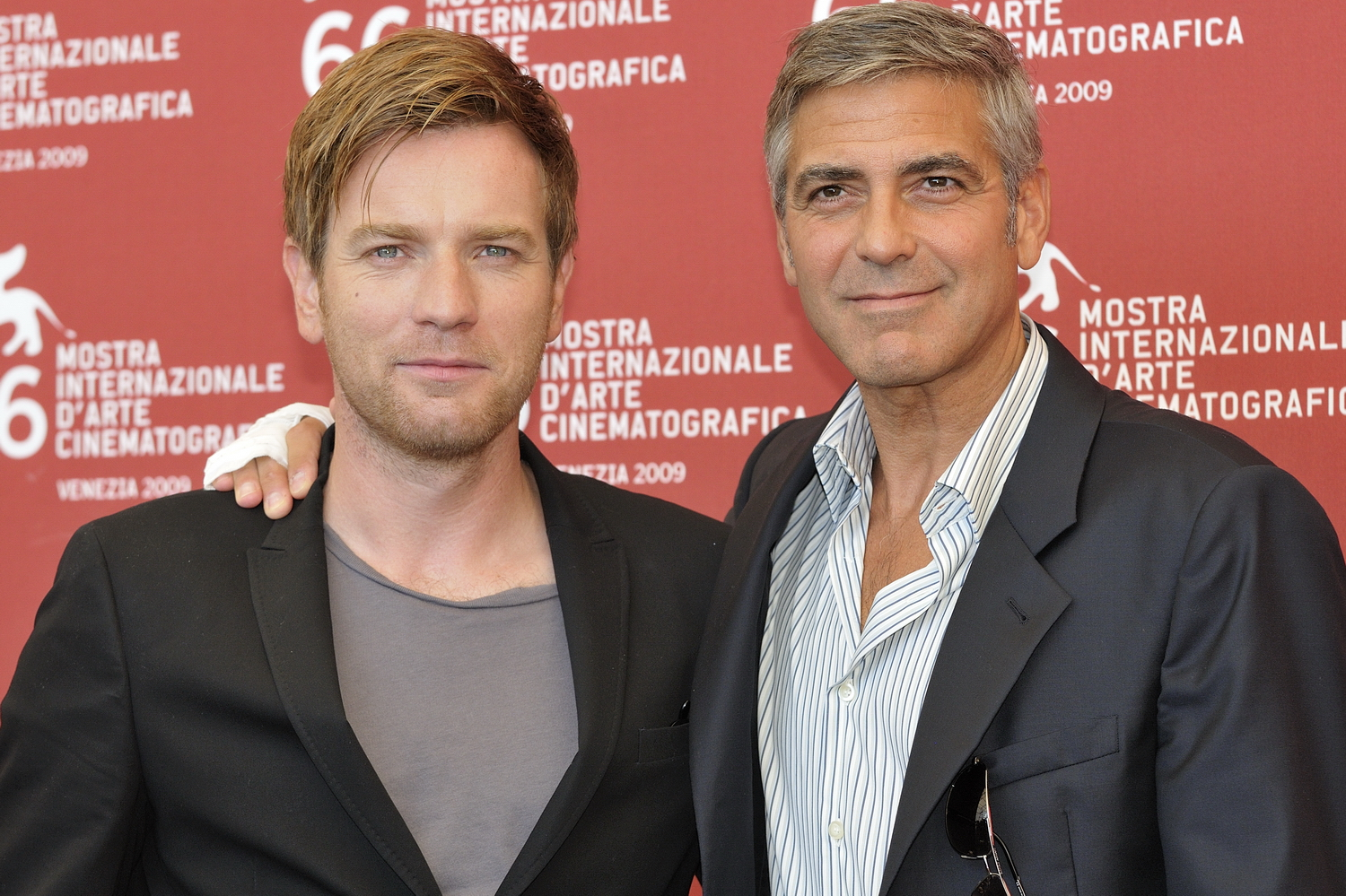
McGregor (balra) és George Clooney (jobbra) a Kecskebűvölők című film bemutatóján a 2009-es Velencei Nemzetközi Filmfesztiválon

| Év   | Magyar cím        | Eredeti cím                                     | Szerep                     | Megjegyzések                                              |
| ---- | ----------------- | ----------------------------------------------- | -------------------------- | --------------------------------------------------------- |
| 1993 |                   | Lipstick on Your Collar                         | Mick Hopper közlegény      | minisorozat (6 epizód)                                    |
| 1993 | Vörös és fekete   | Scarlet and Black                               | Julien Sorel               | - minisorozat (3 epizód) - magyar hangja: - Varga Gábor   |
| 1994 |                   | Doggin Around                                   | Tom Clayton                | tévéfilm                                                  |
| 1995 |                   | Kavanagh QC                                     | David Robert Armstrong     | 1 epizód                                                  |
| 1996 |                   | Karaoke                                         | fiatal férfi               | 1 epizód                                                  |
| 1996 | Mesék a kriptából | Tales from the Crypt                            | Ford                       | 1 epizód                                                  |
| 1997 | Vészhelyzet       | ER                                              | Duncan Stewart             | 1 epizód                                                  |
| 2002 |                   | The Polar Bears of Churchill with Ewan McGregor | önmaga                     | dokumentumsorozat                                         |
| 2004 |                   | Long Way Round                                  | önmaga                     | dokumentumsorozat                                         |
| 2007 |                   | Long Way Down                                   | önmaga                     | dokumentumsorozat                                         |
| 2010 |                   | The Battle of Britain                           | önmaga                     | dokumentumfilm                                            |
| 2012 |                   | Ewan McGregor: Cold Chain Mission               | önmaga                     | dokumentumfilm                                            |
| 2012 | Bomber Boys       |                                                 | önmaga                     | dokumentumfilm                                            |
| 2012 |                   | The Corrections                                 | Chip Lambert               | tévéfilm                                                  |
| 2013 |                   | Hebrides: Islands on the Edge                   | önmaga / narrátor (hangja) | dokumentumsorozat                                         |
| 2015 |                   | Doll & Em                                       | önmaga                     | 2 epizód                                                  |
| 2016 |                   | Highlands: Scotland's Wild Heart                | önmaga / narrátor (hangja) | dokumentumsorozat                                         |
| 2017 | Fargo             | Fargo                                           | Emmit Stussy / Ray Stussy  | 10 epizód                                                 |
| 2020 |                   | Long Way Up                                     | önmaga                     | dokumentumsorozat                                         |
| 2021 | Halston           | Halston                                         | Halston                    | minisorozat főszereplője                                  |
| 2021 |                   | Jerusalem: City of Faith and Fury               | önmaga / narrátor (hangja) | dokumentumsorozat                                         |
| 2022 | Obi-Wan Kenobi    | Obi-Wan Kenobi                                  | Obi-Wan Kenobi             | - minisorozat főszereplője - magyar hangja: - Anger Zsolt |
| 2024 | Egy úr Moszkvában | A Gentleman in Moscow                           | Alexander Rostov           | - minisorozat főszereplője - magyar hangja: - Anger Zsolt |

## Kötetei magyarul
- Ewan McGregor–Charley Boorman: A hosszabb úton. Árnyékunk nyomában a Föld körül; közrem. Robert Uhlig, ford. Szieberth Ádám; Konkrét Könyvek, Bp., 2005
- Ewan McGregor–Charley Boorman: A hosszabb úton Afrikába. John O'Groatstól Fokvárosig; közrem. Jeff Gulvin, ford. Vándor Judit; Konkrét Könyvek, Bp., 2008

## Díjak és jelölések

### Díjak
- 2021: Legjobb férfi főszereplő (televíziós minisorozat vagy tévéfilm)
- (Halston)
- 2018: Legjobb férfi főszereplő (minisorozat vagy tévéfilm)
- (Fargo)
- 2010: Európai Filmdíj – legjobb férfi alakítás (Szellemíró)
- 2001: MTV Movie Awards – legjobb zenés jelenet (Moulin Rouge!)

### Jelölés
- 2025: Golden Globe-jelölés – Legjobb férfi főszereplő (minisorozat vagy tévéfilm)
- (Egy úr Moszkvában)
- 2023: Primetime Emmy-jelölés – Legjobb minisorozat
- (Obi-Wan Kenobi)
- 2022: Golden Globe-jelölés – Legjobb férfi főszereplő (minisorozat vagy tévéfilm)
- (Halston)
- 2017: Primetime Emmy-jelölés – Legjobb férfi főszereplő (televíziós minisorozat vagy tévéfilm)
- (Fargo)
- 2017: Primetime Emmy-jelölés – Legjobb narrátor
- (Highlands: Scotland's Wild Heart)
- 2011: Golden Globe-jelölés – legjobb színész (Lazacfogás Jemenben)
- 2002: Golden Globe-jelölés – legjobb színész
- (Moulin Rogue)
- 1997: Primetime Emmy-jelölés – Legjobb vendégszínész (drámasorozat)
- (Vészhelyzet)

## Fordítás
- Ez a szócikk részben vagy egészben  az   Ewan McGregor filmography című angol Wikipédia-szócikk fordításán alapul.  Az eredeti cikk szerkesztőit annak laptörténete sorolja fel. Ez a jelzés csupán a megfogalmazás eredetét és a szerzői jogokat jelzi, nem szolgál a cikkben szereplő információk forrásmegjelöléseként.